# Carne de neón (cortometraje)
Es un cortometraje dirigido por Paco Cabezas protagonizado por Victoria Abril, Macarena Gómez y Óscar Jaenada. Según el director, se trata de "un cruce entre Mujeres al borde de un ataque de nervios y Reservoir dogs" que se estrenó en Madrid en los cines Capitol el 24 de noviembre de 2005.

## Argumento
Pura (Victoria Abril), la madre de Ricky (Óscar Jaenada), es prostituta que acaba de salir de la cárcel. Su hijo, para aparentar una vida normal frente a su madre, intenta deshacerse de los que han sido su familia en los últimos 10 años: una yonqui, un delincuente, un travesti... Pero todo se conjura contra Ricky.

## Reparto
Según explicaciones del propio director, ninguno de los actores cobró por actuar en el corto. 
- Óscar Jaenada interpreta a Ricky.
- Victoria Abril interpreta a Pura, se ha convertido en su primer papel en un cortometraje.
- Macarena Gómez interpreta a La Canija.
- Raúl Sanz interpreta a El Loco.
- Modesto López interpreta a El Turco.

## Largometraje
Algunos protagonistas participaron años después en la versión en largometraje de Carne de neón, que produjo Morena Films y que se estrenó a comienzos de 2011.

## Premios
- 2º Premio Nacional en el Concurso De Cortometrajes Cinemad
- Mejor Corto en el Festival Internacional de Cortometrajes La Boca del Lobo
- Mejor Actor en el Festival Internacional de Cortos de Ficción de Móstoles (Madrid)
- Premio del Público en el Festival Nacional de Cortometrajes de Villa Joyosa (Alicante)
- Premio del Jurado Joven en la Semana De Cine Español de Aguilar de Campoo (Palencia)